# Massamba Sambou
Massamba Lô Sambou (né le 17 septembre 1986 à Kolda, Sénégal) est un ex-footballeur international sénégalais évoluant au poste de défenseur central. en 2022 il est retourné jouer avec la réserve de l'As Monaco son club formateur, avant de mettre fin a sa carrière.

## Biographie
Massamba Lô Sambou est un défenseur dur sur l'homme avec de grosses qualités physiques. Il peut évoluer au poste de défenseur central ainsi qu'au poste de milieu récupérateur grâce à son jeu long. Sa puissance et ses qualités dans les duels lui permettent d'exceller dans le jeu aérien, c'est un joueur très dangereux sur corner. 

### En club
Sambou a été formé au Centre Aldo Gentina de Dakar, filiale du club de la Principauté. Il arrive au centre de formation de l'AS Monaco en 2004. Il signe son premier contrat professionnel en 2006 d'une durée de 3 ans avant de resigner, en novembre 2007, un nouveau contrat se terminant le 30 juin 2011.
Après avoir joué quelques matchs avec l'équipe professionnelle monégasque lors de la saison 2006-2007, il inscrit le premier but de sa carrière le 12 janvier 2008 face à Lorient et devient titulaire le reste de la saison alternant le moins bien et le meilleur.
Le 27 mai 2008, il est prêté au Havre AC pour 1 an en vue de s'aguerrir. Mais une fois encore sa saison alterne entre le bon et le moins bon. Il perd sa place de titulaire en cours de saison dans une équipe en plein naufrage.
Le 6 août 2009, il est prêté avec option d'achat au FC Nantes. Auteur d'un bon début saison jusqu'à la trêve et puis rattraper par les blessures, Nantes ne lèvera finalement pas l'option d'achat.
Le 10 juin 2010, l'AS Monaco annonce que le sénégalais a été transféré à l'Atromitos FC pour 500 000 euros.
Le 8 juillet 2011, Massamba Sambou rompt son contrat avec l'Atromitos et trouve un accord avec l'ESTAC, le club de la ville de Troyes, pour deux saisons. Son contrat est finalement annulé quelques semaines plus tard et il se retrouve au chômage.
Sans temps de jeu pendant 6 mois, Massamba Sambou signe pour dix-huit mois à La Berrichonne de Châteauroux le 27 janvier 2012et devient capitaine de l'équipe.

### En sélection
Il a représenté pour la première fois l’équipe A du Sénégal le 8 février 2007 avec une très belle prestation lors d'un match amical contre le Bénin (2-1).

### Reconversion
En février 2023 il est diplômé en préparation mentale[réf. nécessaire]Il exerce le métier de préparateur mental depuis juin 2023

## Distinctions personnelles
- Premier but en Ligue 1 avec l'AS Monaco, le 12 janvier 2008, face à FC Lorient (victoire 1 à 0).
- Première sélection avec le Sénégal lors de la rencontre contre le Bénin, le 8 février 2007 (victoire 2-1).

## Palmarès
- Coupe de Grèce :
  - Finaliste en 2011
  -  Chypre Coupe de Chypre
  - Finaliste en 2015
  -  ChypreVainqueur Supercoupe Chypre 2016
  -  Mongolie Champion Mongolie 2020